# Afföller

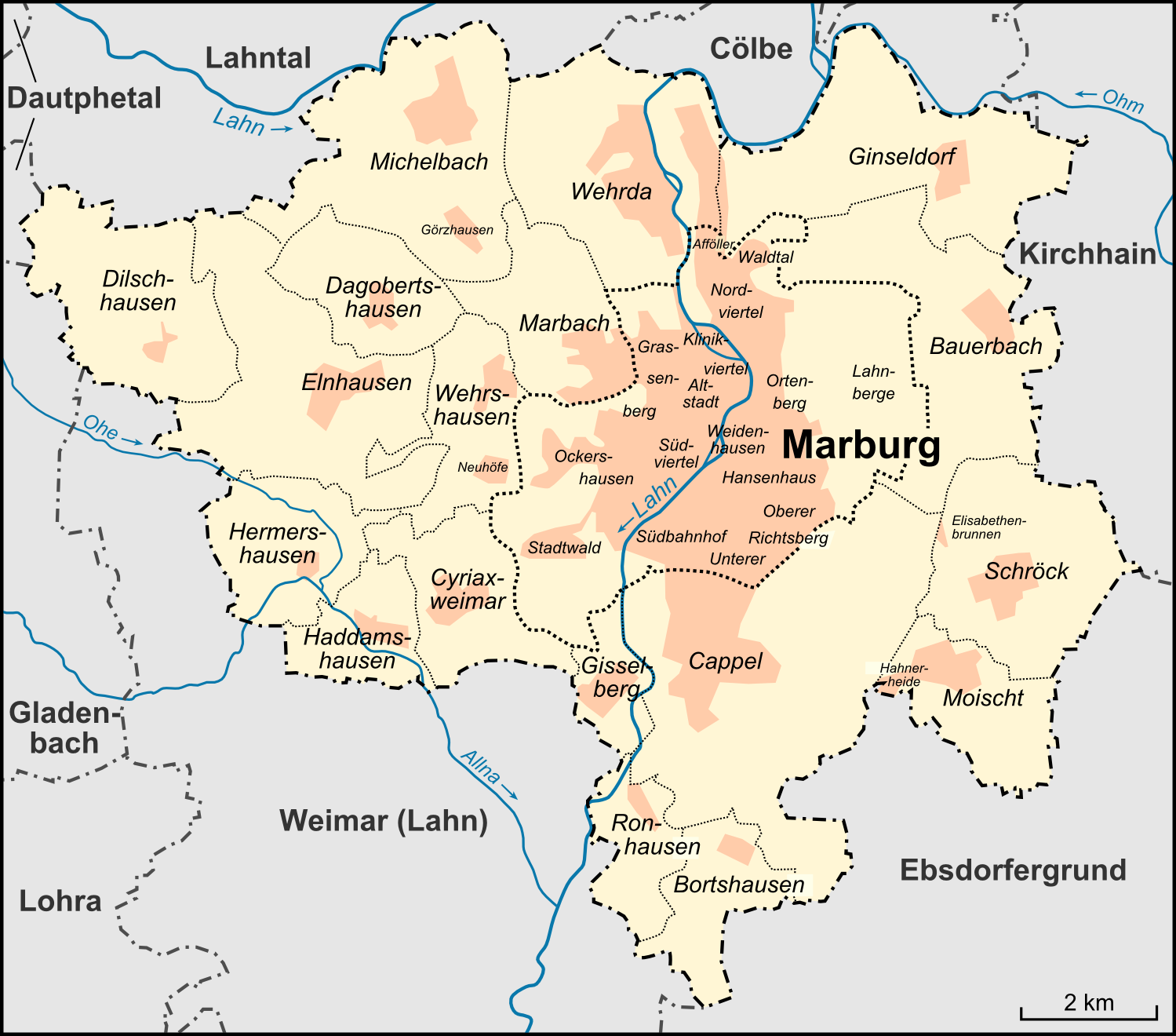
Der Afföller im Norden des Marburger Nordviertels

Der Afföller (von althochdeutsch aphal ‚Apfel‘) ist ein Messe- und Gewerbegebiet im Norden Marburgs.

## Geographie
Das Gebiet erstreckt sich östlich von Lahn und Stadtautobahn, westlich der Bahngleise und nordwestlich des Hauptbahnhofs und geht nach Norden in den Industriepark Wehrda über. Der Afföller ist Teil des Innenstadtbezirks Nordviertel und liegt in dessen Nordwesten.
Im Süden des Afföller befindet sich auf dem Gelände des ehemaligen Marburger Gaswerks ein Kulturstandort (g-Werk) u. a. mit soziokulturellem Zentrum und freiem Theater, umgeben von einem öffentlichen Parkplatz. Auf dem Norden des Afföller liegt der Messeplatz, an den sich nach Süden das Gewerbegebiet anschließt, in dem u. a. der TÜV Hessen, diverse Autohändler, ein Baumarkt, ein Spielwaren-Großmarkt und drei Schnellrestaurants ansässig sind.
Der von Süden kommende Fernverkehr der Bundesstraße 3 (Marburger Stadtautobahn) ist durch die im Zentrum des Gewerbegebiets gelegene Abfahrt Marburg-Nord/Messe angeschlossen, während die gleichnamige Anschlussstelle für von Norden kommenden Verkehr im Süden des Afföller mündet. Unmittelbar südlich dieser Anschlussstelle liegt ein Wohngebiet mit drei- bis fünfgeschossigen Mehrfamilienhäusern, das ebenfalls gelegentlich mit Afföller bezeichnet wird.

## Geschichte als Flugplatz
Zu Beginn des 20. Jahrhunderts keimte nach der Internationalen Luftschiffahrt-Ausstellung Frankfurt 1909 mit 1,5 Millionen Besuchern auch in Marburg der Wunsch, an der „Eroberung des Luftraums“ teilzunehmen. Man gründete den Kurhessischen Verein für Luftfahrt von 1909 e. V. Gründungsmitglieder waren u. a. Alfred Wegener und der Direktor des Physikalischen Instituts Franz Richarz (Vorsitzender).
Zunächst standen wissenschaftliche Messungen der Atmosphäre im Vordergrund. Im Jahr 1910 erwarb der Verein in Frankfurt einen Gasballon, der auf den Namen „Marburg“ getauft wurde.
Die Zusammenarbeit zwischen Verein und Marburger Universität war in den 30er und 40er Jahren sehr eng. Am Institut für Leibesübungen gab es eine eigene Luftfahrtabteilung. In dieser Zeit verfügte man auf dem Gelände des Afföller über drei Motorflugzeuge und vierzig Segelflugzeuge.
Nach dem Zweiten Weltkrieg und dem anschließenden Flugverbot begann man 1951 wieder mit dem Segelflug und wenige Jahre später auch mit dem Motorflug. In den 60er Jahren wurde noch eine eigene Halle für die Motor- und Segelflugzeuge gebaut, die aber nur wenige Jahre genutzt wurde, da zum Ende des Jahrzehnts das Flugsportgelände einem Straßenbauprojekt weichen musste. Der Verein wich aus auf den neugebauten Flugplatz Marburg-Schönstadt in der wenige Kilometer entfernten Gemeinde Schönstadt (heute zu Cölbe gehörig).

## Veranstaltungen
Auf dem über 20.000 Quadratmeter großen neu erweiterten Ausstellungsgelände Afföller finden u. a. jährlich die Oberhessenschau (OHS) und die Messe Memo-Bauen statt.